# Røkland Station
Røkland Station (Røkland stasjon) er en jernbanestation på Nordlandsbanen, der ligger ved bygden Røkland i Saltdal kommune i Norge. Stationen består af krydsningsspor med to sideliggende perroner med et læskur hver og en gangbro over sporene.
Stationen åbnede 1. december 1955, da banen blev forlænget dertil fra Lønsdal. Det næste stykke videre til Rognan åbnedes samtidig som et sidespor for godstrafik men blev taget i brug som en egentlig del af banen, da den blev forlænget til Fauske 1. december 1958. Oprindeligt hed stationen Saltdal, men den skiftede navn til Rokland 31. maj 1964 og til Røkland 1. januar 1965. Den blev nedgraderet til trinbræt 1. januar 1977. 10. februar 2010 blev stationen flyttet en halv kilometer sydpå fra 634,44 km til 633,88 km.
Stationsbygningen ved den oprindelige placering blev opført i 1953 efter tegninger af Arvid Sundby og J. Kristiansen fra NSB Arkitektkontor. Bygningen er opført i bindingsværk og består dels af en toetages del, der oprindeligt rummede ventesal og toilet, og dels en aflang enetages tilbygning, der oprindeligt rummede ekspedition og godsrum. I 1953 blev der desuden opført en tresporet remise i pudset beton efter tegninger af Arvid Sundby og G. Nordtvedt. Remisen blev solgt fra i 1982.
Ved flytningen i 2010 blev der anlagt nye perroner og læskure.